# Bódvarákó
Bódvarákó é um município da Hungria, situado no condado de Borsod-Abaúj-Zemplén. Tem 9,22 km² de área e sua população em 2015 foi estimada em 80 habitantes.